# Andreas F. Staffel
Andreas F. Staffel (* 14. April 1965 in Aachen) ist ein deutscher Komponist und Pianist und Leiter des Musikstudio Ohrpheo, Berlin.

## Leben
Andreas F. Staffel studierte Klavier am Conservatorium Maastricht, bei Andreas Meyer-Herrmann an der Musikhochschule Frankfurt und in der Meisterklasse von Oleg Maisenberg an der Musikhochschule Stuttgart. Sein Kompositionsstudium absolvierte er bei Bojidar Dimov an der Robert Schumann Hochschule Düsseldorf sowie bei Manfred Trojahn, nachdem er zuvor Kompositionsunterricht bei Wilfried Maria Danner erhalten hatte. Er absolvierte Meisterkurse bei Vladimir Krajnev, Vitaly Margulis und Wolfgang Rihm sowie die Darmstädter Ferienkurse für Neue Musik.
Staffel schreibt als Komponist Werke für Kammermusik, Orchester und Musiktheater; und spielt als Pianist Kammermusik wie auch mit Orchestern.
Er wurde als Komponist mit internationalen Preisen und Stipendien ausgezeichnet: So ist er Preisträger der Edvard T. Cone Foundation in Princeton (USA) und erhielt Stipendien der Millay Foundation New York, des deutschen Musikfonds, und des Künstlerhaus Lukas in Ahrenshoop. 2008 wurde sein zweites Streichquartett („Asanisimasa“) für das Finale des Concours Dutilleux in Tours ausgewählt. Seine Kurzoper „sotto voce“ für den Berliner Hauptbahnhof, die nach einer Idee und Text von Gil Sperling und Georg Steker entstand, gewann 2011 den Musiktheater-Wettbewerb Operare.
Er erhielt Kompositionsaufträge internationaler Ensemble und war mit seinen Werken und auch als Pianist weltweit auf Festivals vertreten, darunter Intersonanzen, Ostbelgien Festival, Klangwerkstatt Berlin, Ningbo Art Festival Südchina, Prager Frühling, Acceuil Musicale Paris, In Front Festival Havanna, Euriade Festival Heerlen, O´Culto da Ajuda Lissabon und Daegu Contemporary Music Festival
Im Jahr 2022 komponierte er das experimentelle Musiktheater Häuser-Zeilen-Umbrüche, das in der Berliner Brotfabrik uraufgeführt wurde. Aus Gedichten und Textfragmenten entwickelte er ein multimediales Bühnenstück, in dem gesungene und gesprochene Verse in einer frei assoziativen Montage mit instrumentalen Passagen und Samples von Stadt- und Naturgeräuschen verwoben sind und Filmausschnitte sich mit Tanz und Gebärdensprache abwechseln.
Eine weitere interdisziplinäre Komposition und Forschungsarbeit war das Werk  Elise, Shut up, das er mit der bildenden Künstlerin Dana Widawski anlässlich des Beethoven-Jahres 2020 realisierte.
Die Auseinandersetzung mit Beethoven setzte Staffel außerdem in seiner 40-minütigen, vom Musikfonds geförderten Orchesterkomposition  Beethoven_off_set (oder ich nehme sie zurück, die neunte Symphonie) fort, die ebenfalls 2020 zur Uraufführung kam.
2021/22 vollendete er das Orchesterwerk Clairiaire, (Lichtung), das mit einem Stipendium der Gema gefördert wurde.
Staffel veröffentlichte als Komponist und Pianist einige Tonträger, darunter CDs mit eigenen Kompositionen, aber auch mit Werken anderer Komponisten wie Nocturnes Nocturnals Nachtstücke, bei der eigene Nachtstücke weiteren von Frédéric Chopin, John Field, Franz Liszt, Claude Debussy und Maurice Ravel gegenübergestellt wurden.
Neben seiner künstlerischen Tätigkeit unterrichtete er als Gastdozent an Hochschulen und Universitäten, unter anderem in Nagoya (Japan), Daegu (Südkorea), in Bishkek (Kirgisistan) und Ningbo (China). und ist in Berlin als Kompositions- und Klavierlehrer tätig.
Seit 2009 leitet er den Veranstaltungsort Musikstudio Ohrpheo in Berlin Prenzlauer Berg, in dem regelmäßig Konzerte mit Solisten und Ensembles stattfinden und Staffel unter dem Motto „Kurs auf Neue Musik“ eine Vortragsreihe über Neue Musik hält.
Seit 2017 leitet er außerdem das interdisziplinäre Festival EnCounterpoints für Zeitgenössische Musik und andere Künste.

## Kompositionen (Auswahl)

### Orchesterwerke
- Clairière für Orchester, 2022
- Beethoven off set für Orchester und Ensemble, 2020
- ÜBerlinien II für Sopran und Orchester, 2010
- The Recognitions für Orchester und Zuspielband, 2006

### Szenische Werke
- Häuser-Zeilen-Umbrüche (Multimedialer Liederzyklus für Sopran, Tänzerin, Video, Synthesizer und Zuspiel), 2022
- Sotto voce, Kurzoper für eine Sopranistin und Videozuspiel, 2011

### Ensemblemusik
- Drei Ensemblestücke (Kubick, Effigies, Dem Grau der Nacht enttaucht, 2013)
- Soleil et Chair, 2002–2006 (Fl., Ob., Klar., Hrn., Pno., Perc., Vl., Vla., Kb.)

### Kammermusik
- Magic Squares für Orgel, 2024
- 5 Episoden für Bratsche, 2023
- 4 Intermezzi für Kontrabass, 2023
- Lippenblüten für Horn Solo
- Capriccio for Hardy für Tuba, 2020
- Mitte-Schnitte für Sextett, 2019
- Kindled Spirit für E-Gitarre, 2018
- Streichquartett Nr. III (an Gerhard Richter), 2018
- 3 Akkordeonstücke, 2014–2018
- Lascia Vibrare für B-Klarinette, 2017
- Im hohen Holz für Oboe und Zuspiel, 2015
- Um Haaresbreite für Cello, 2014
- Sonate für Klavier und Cello, 2014
- Fourtune für Saxophonquartett, 2011
- ÜBerLinien I für Sopran und fünf Spieler, 2010
- Sonate für Violine („Um Haaresbreite“), 2009
- Anthemion für Harfe, 2007
- Sur bois für Flöte und Klavier, 1999–2009
- Streichquartett Nr. II (Asanasimoa), 2006
- Trio (Distanzen/abzweigende Linienführung), 2005
- Dando Vueltas für Bandoneon und Gitarre, 2003
- Trio Del llanto, nach Garcia Lorca, für Flöte, Gitarre und Viola, 2003
- Trialoge für drei Querflöten, 2003
- Streichquartett Nr. I, 1999

### Klaviermusik
- 6 Portraits (Bach, Beethoven, Bartok, Chopin, Debussy, Ravel), 2023
- A little bit of something, 2019
- A little bit of nothing, 2017
- Tastenschatten, 2014
- Sonate Nr. 1 für präpariertes Klavier (Centaur), 2009
- Versetzung gefährdet (Kinderstücke für Klavier), 2007–2024
- Schatten Tasten, 2006

### Vokalmusik
- Terzinen über die Liebe (Sopran, Tenor, Violine, Klavier und gemischter Chor), 2021
- Banale Madrigale nach Gesprächen und Allerweltstexten, für gemischten Chor, 2012–2018
- 5 Lieder nach Benn für Gesang und Klavier, 2017
- Lokale Anästhesie nach eigenen Texten für Gesang, Klavier und Smartphone, 2016
- 8 Lieder nach Bertolt Brecht für Gesang und Klavier, 2012
- 4 Lieder nach Hölderlin für Gesang und Klavier, 2012
- Lieder nach Trakl, Celan, Krausser, 2001

## Diskographie (Auswahl)
- Correspondance (Improvisationen) Andreas Staffel Klavier, Aeolus, 1995
- Andreas Staffel, Portrait CD, Klaviersolo Andreas Staffel, Aeolusmusic 1996
- Nachtstücke, Andras Staffel Klavier, Aeolus, Düsseldorf 1999
- Wassermusik, Undamaris, Düsseldorf 2001
- Chambermusic 2004
- Treibgut 2014–2016
- LouLou und die Heerscharen der Verfluchten, 2017, (mit An R. von Bertolt Brecht / Andreas F. Staffel)
- Einheit und Differenz, 2020 (mit Auszügen aus Streichquartett Nr. III von Andreas F. Staffel)[1]